# Премія Кіото в галузі передових технологій
Пре́мія Кіо́то в га́лузі передови́х техноло́гій (англ. Kyoto Prize in Advanced Technology) — нагорода, що присуджується щорічно Фундацією Інаморі. Ця премія є однією з трьох Премій Кіото, до яких також належать Премія Кіото з фундаментальних наук та Премія Кіото в галузі мистецтв і філософії.
Першим лауреатом премії Кіото в галузі передових технологій став Рудольф Калман, «творець сучасної теорії керування та теорії систем». Премія зазвичай вважається найпрестижнішою нагородою в галузях, які традиційно не вшановуються Нобелівською премією.

## Галузі
Премія Кіото в галузі передових технологій присуджується за ротаційним принципом у таких чотирьох галузях:
- електроніка;
- біотехнологія та медичні технології;
- матеріалознавство та інженерія;
- інформатика.

## Лауреати
Джерело: сайт Kyoto Prize

### Електроніка
| Рік  | Лауреат | Лауреат                                 | Країна        | Підстава для нагородження |
| ---- | ------- | --------------------------------------- | ------------- | --- |
| 1985 |         | Рудольф Калман (1930–2016)              | Угорщина США) | Створення сучасної теорії керування на основі підходу простору станів Оригінальний текст (англ.) [Establishment of the Modern Control Theory Based on the State Space Approach] Помилка: [undefined] Помилка: {{Lang}}: немає тексту (допомога): не вказано код мови (допомога) |
| 1989 |         | Еймос Едварл Джоел молодший (1918–2008) | США           | Новаторський внесок у технологію електронної комутації для телекомунікацій, особливо на основі концепції «керування від програми, що зберігається у пам'яті» Оригінальний текст (англ.) [Pioneering Contribution to the Electronic Switching Technology for Telecommunications, Especially that Based on the Concept of "Stored Program Control"] Помилка: [undefined] Помилка: {{Lang}}: немає тексту (допомога): не вказано код мови (допомога) |
| 1993 |         | Джек Кілбі (1923–2005)                  | США           | Створення концепції монолітної напівпровідникової інтегральної схеми та її демонстрація Оригінальний текст (англ.) [Creation of the Concept of the Monolithic Semiconductor Integrated Circuit and Its Demonstration] Помилка: [undefined] Помилка: {{Lang}}: немає тексту (допомога): не вказано код мови (допомога) |
| 1997 |         | Стенлі Мазор (нар. 1941)                | США           | Розробка першого в світі мікропроцесора Оригінальний текст (англ.) [Development of the World’s First Microprocessor] Помилка: [undefined] Помилка: {{Lang}}: немає тексту (допомога): не вказано код мови (допомога) |
| 1997 |         | Тед Гофф (нар. 1937)                    | США           | Розробка першого в світі мікропроцесора Оригінальний текст (англ.) [Development of the World’s First Microprocessor] Помилка: [undefined] Помилка: {{Lang}}: немає тексту (допомога): не вказано код мови (допомога) |
| 1997 |         | Федеріко Фаджин (нар. 1941)             | Італія        | Розробка першого в світі мікропроцесора Оригінальний текст (англ.) [Development of the World’s First Microprocessor] Помилка: [undefined] Помилка: {{Lang}}: немає тексту (допомога): не вказано код мови (допомога) |
| 1997 |         | Сіма Масатосі (нар. 1943)               | Японія        | Розробка першого в світі мікропроцесора Оригінальний текст (англ.) [Development of the World’s First Microprocessor] Помилка: [undefined] Помилка: {{Lang}}: немає тексту (допомога): не вказано код мови (допомога) |
| 2001 |         | Мортон Паніш (нар. 1929)                | США           | Піонерський крок у розвитку оптоелектроніки завдяки успіху в забезпеченні безперервної роботи напівпровідникових лазерів при кімнатній температурі Оригінальний текст (англ.) [A Pioneering Step in the Development of Optoelectronics through Success in Continuous Operation of Semiconductor Lasers at Room Temperature] Помилка: [undefined] Помилка: {{Lang}}: немає тексту (допомога): не вказано код мови (допомога)                       |
| 2001 |         | Ізуо Хаяші (1922–2005)                  | Японія        | Піонерський крок у розвитку оптоелектроніки завдяки успіху в забезпеченні безперервної роботи напівпровідникових лазерів при кімнатній температурі Оригінальний текст (англ.) [A Pioneering Step in the Development of Optoelectronics through Success in Continuous Operation of Semiconductor Lasers at Room Temperature] Помилка: [undefined] Помилка: {{Lang}}: немає тексту (допомога): не вказано код мови (допомога)                       |
| 2001 |         | Алфьоров Жорес Іванович (1930–2019)     | Росія         | Піонерський крок у розвитку оптоелектроніки завдяки успіху в забезпеченні безперервної роботи напівпровідникових лазерів при кімнатній температурі Оригінальний текст (англ.) [A Pioneering Step in the Development of Optoelectronics through Success in Continuous Operation of Semiconductor Lasers at Room Temperature] Помилка: [undefined] Помилка: {{Lang}}: немає тексту (допомога): не вказано код мови (допомога)                       |
| 2005 |         | Джордж Гелмеєр (1936–2014)              | США           | Новаторський внесок у створення плоских дисплеїв із використанням рідких кристалів Оригінальний текст (англ.) [Pioneering contributions to the realization of flat-panel displays using liquid crystals] Помилка: [undefined] Помилка: {{Lang}}: немає тексту (допомога): не вказано код мови (допомога) |
| 2009 |         | Акасакі Ісаму (1929-2021)               | Японія        | Новаторська робота над p-n-переходами нітриду галію та відповідний внесок у розробку пристроїв, що випромінюють синє світло Оригінальний текст (англ.) [Pioneering Work on Gallium Nitride p-n Junctions and Related Contributions to the Development of Blue Light Emitting Devices] Помилка: [undefined] Помилка: {{Lang}}: немає тексту (допомога): не вказано код мови (допомога)                                                             |
| 2013 |         | Роберт Деннард (нар. 1932)              | США           | Винайдення динамічної оперативної пам'яті та пропозиція ідей щодо мініатюризації польових транзисторів Оригінальний текст (англ.) [Invention of Dynamic Random Access Memory and Proposal of Guidelines for FET Miniaturization] Помилка: [undefined] Помилка: {{Lang}}: немає тексту (допомога): не вказано код мови (допомога) |
| 2017 |         | Мімура Такаші (нар. 1944)               | Японія        | Винайдення транзистора з високою рухливістю електронів (HEMT) та його удосконалення для розвитку інформаційно-комунікаційних технологій Оригінальний текст (англ.) [Invention of the High Electron Mobility Transistor (HEMT) and Its Development for the Progress of Information and Communications Technology] Помилка: [undefined] Помилка: {{Lang}}: немає тексту (допомога): не вказано код мови (допомога)                                  |
| 2022 |         | Карвер Мід (нар. 1934)                  | США           | Провідний внесок у створення основоположних принципів проектування систем НВІС Оригінальний текст (англ.) [Leading Contributions to the Establishment of the Guiding Principles for VLSI Systems Design] Помилка: [undefined] Помилка: {{Lang}}: немає тексту (допомога): не вказано код мови (допомога) |

### Біотехнологія і медичні технології
| Рік  | Лауреат | Лауреат                            | Країна          | Підстава для нагородження |
| ---- | ------- | ---------------------------------- | --------------- | --- |
| 1986 |         | Ніколь Марта Ле Дуарен (нар. 1930) | Франція         | Видатний внесок в ембріологію через розробку технології виготовлення курячих/перепелиних химер Оригінальний текст (англ.) [Outstanding Contribution to Embryology through the Development of the Technology for Making Chicken/Quail Chimeras] Помилка: [undefined] Помилка: {{Lang}}: немає тексту (допомога): не вказано код мови (допомога) |
| 1990 |         | Сідні Бреннер (1927–2019)          | Велика Британія | Новаторський внесок у молекулярну біологію через демонстрацію матричної РНК і створення C. Elegans як експериментальної системи для біології розвитку Оригінальний текст (англ.) [Pioneering Contribution to Molecular Biology through Demonstration of Messenger RNA and Establishment of C. Elegans as an Experimental System for Developmental Biology] Помилка: [undefined] Помилка: {{Lang}}: немає тексту (допомога): не вказано код мови (допомога) |
| 1994 |         | Пол Лотербур (1929–2007)           | США             | Пропозиція основних принципів і видатний внесок у розвиток МРТ, що приносить велику користь клінічній медицині Оригінальний текст (англ.) [Proposal of the Basic Principles and Outstanding Contribution to the Development of MRI that Confers a Great Benefit on Clinical Medicine] Помилка: [undefined] Помилка: {{Lang}}: немає тексту (допомога): не вказано код мови (допомога) |
| 1998 |         | Курт Вюртіх (нар. 1938)            | Швейцарія       | Видатний внесок у біологію через розширення спектроскопії ядерного магнітного резонансу (ЯМР) для аналізу структури біологічних макромолекул у водному розчині, середовищі, подібному до середовища живої клітини Оригінальний текст (англ.) [Outstanding Contribution to Biology through the Expansion of the Nuclear Magnetic Resonance (NMR) Spectroscopy to the Structure Analyses of Biological Macromolecules in Water Solution, an Environment Similar to That in the Living Cell] Помилка: [undefined] Помилка: {{Lang}}: немає тексту (допомога): не вказано код мови (допомога) |
| 2002 |         | Лерой Гуд (нар. 1938)              | США             | Внесок у науки про життя через автоматизацію секвенування та синтезу білка та ДНК Оригінальний текст (англ.) [Contributions to life sciences through the automation of protein and DNA sequencing and synthesis] Помилка: [undefined] Помилка: {{Lang}}: немає тексту (допомога): не вказано код мови (допомога) |
| 2006 |         | Леонард Герценберг (1931–2013)     | США             | Визначний внесок у науки про життя, пов'язаний з розробкою проточного цитометра, що використовує моноклональні антитіла з флуоресцентною міткою Оригінальний текст (англ.) [Outstanding contribution to life sciences with the development of a flow cytometer that uses fluorescent-labeled monoclonal antibodies] Помилка: [undefined] Помилка: {{Lang}}: немає тексту (допомога): не вказано код мови (допомога) |
| 2010 |         | Яманака Сін'я (нар. 1962)          | Японія          | Розробка технології генерування індукованих плюрипотентних стовбурових (iPS) клітин Оригінальний текст (англ.) [Development of Technology for Generating Induced Pluripotent Stem (iPS) Cells] Помилка: [undefined] Помилка: {{Lang}}: немає тексту (допомога): не вказано код мови (допомога) |
| 2014 |         | Роберт Ленджер (нар. 1948)         | США             | Створення технологій тканинної інженерії та систем доставки ліків Оригінальний текст (англ.) [Creation of Tissue Engineering and Drug Delivery System Technologies] Помилка: [undefined] Помилка: {{Lang}}: немає тексту (допомога): не вказано код мови (допомога) |
| 2018 |         | Карл Дейссерот (нар. 1971)         | США             | Відкриття оптогенетики та розвиток нейронауки причинно-наслідкових систем Оригінальний текст (англ.) [Discovery of Optogenetics and Development of Causal Systems Neuroscience] Помилка: [undefined] Помилка: {{Lang}}: немає тексту (допомога): не вказано код мови (допомога) |
| 2023 |         | Рюдзо Янагіматі (нар. 1928)        | США             | Внесок у з'ясування механізмів запліднення та створення технології мікроінсемінації Оригінальний текст (англ.) [Contributions to the Elucidation of Fertilization Mechanisms and the Establishment of Microinsemination Technology] Помилка: [undefined] Помилка: {{Lang}}: немає тексту (допомога): не вказано код мови (допомога) |

### Матеріалознавство та інженерія
| Рік  | Лауреат | Лауреат                          | Країна          | Підстава для нагородження |
| ---- | ------- | -------------------------------- | --------------- | --- |
| 1987 |         | Морріс Коен (1911–2005)          | США             | Фундаментальний внесок у розробку нових матеріалів на основі створення широких і базових уявлень про трансформацію металевої фази та зв'язок «структура-властивість» Оригінальний текст (англ.) [Fundamental Contribution to Development of New Materials Based on Creation of Broad and Basic Insights into the Metal Phase Transformation and Structure-Property Relationship] Помилка: [undefined] Помилка: {{Lang}}: немає тексту (допомога): не вказано код мови (допомога) |
| 1991 |         | Майкл Шварц (1909–2000)          | США             | Новаторський внесок у дослідження та розробку полімерних матеріалів завдяки відкриттю «живої полімеризації»Оригінальний текст (англ.) [Pioneering Contribution to Research and Development of Polymeric Materials by Discovering "Living Polymerization"] Помилка: [undefined] Помилка: {{Lang}}: немає тексту (допомога): не вказано код мови (допомога) |
| 1995 |         | Джордж Вільям Грей (1926–2013)   | Велика Британія | Фундаментальний внесок у дослідження та розробку рідкокристалічних матеріалів шляхом створення практичних методів молекулярного дизайну Оригінальний текст (англ.) [Fundamental Contribution to Research and Development of Liquid Crystal Materials by Establishing the Practical Molecular Design Methods] Помилка: [undefined] Помилка: {{Lang}}: немає тексту (допомога): не вказано код мови (допомога)                                                                     |
| 1999 |         | Вільям Девід Кінгері (1926–2000) | США             | Фундаментальний внесок у розвиток науки і техніки кераміки на основі фізико-хімічної теорії Оригінальний текст (англ.) [Fundamental Contribution to Development of the Ceramics Science and Technology Based on the Physicochemical Theory] Помилка: [undefined] Помилка: {{Lang}}: немає тексту (допомога): не вказано код мови (допомога) |
| 2003 |         | Джордж Вайтсайдс (нар. 1939)     | США             | Внесок у науку про наноматеріали через розробку техніки самоскладання органічних молекул Оригінальний текст (англ.) [Contributions to Nanomaterials Science through the Development of Organic Molecular Self-Assembly Technique] Помилка: [undefined] Помилка: {{Lang}}: немає тексту (допомога): не вказано код мови (допомога) |
| 2007 |         | Хіроо Іногучі (1927–2014)        | Японія          | Піонерські та фундаментальні внески в органічну молекулярну електроніку Оригінальний текст (англ.) [Pioneering and Fundamental Contributions to Organic Molecular Electronics] Помилка: [undefined] Помилка: {{Lang}}: немає тексту (допомога): не вказано код мови (допомога) |
| 2011 |         | Джон Вернер Кан (1928–2016)      | США             | Видатний внесок у розробку матеріалів зі сплавів завдяки створенню теорії спінодального розпаду Оригінальний текст (англ.) [Outstanding Contribution to Alloy Materials Engineering by the Establishment of Spinodal Decomposition Theory] Помилка: [undefined] Помилка: {{Lang}}: немає тексту (допомога): не вказано код мови (допомога) |
| 2015 |         | Тойокі Кунітаке (нар. 1936)      | Японія          | Піонерський внесок у матеріалознавство завдяки відкриттю синтетичних двошарових мембран і створенню галузі хімії на основі молекулярної самозбірки Оригінальний текст (англ.) [Pioneering Contributions to the Materials Sciences by Discovering Synthetic Bilayer Membranes and Creating the Field of Chemistry Based on Molecular Self-Assembly] Помилка: [undefined] Помилка: {{Lang}}: немає тексту (допомога): не вказано код мови (допомога)                               |
| 2019 |         | Ching Wan Tang (нар. 1947)       | КНР США         | Піонерський внесок у створення високоефективних органічних світловипромінювальних діодів та їх застосування Оригінальний текст (англ.) [Pioneering Contributions to the Birth of High-Efficiency Organic Light-Emitting Diodes and Their Applications] Помилка: [undefined] Помилка: {{Lang}}: немає тексту (допомога): не вказано код мови (допомога) |
| 2024 |         | Джон Пендрі (нар. 1943)          | Велика Британія | Упровадження теоретичної побудови метаматеріалів у сферу матеріалознавства Оригінальний текст (англ.) [Contribution of the Theoretical Construction of Metamaterials to the Field of Materials Science] Помилка: [undefined] Помилка: {{Lang}}: немає тексту (допомога): не вказано код мови (допомога) |

### Інформатика
| Рік  | Лауреат                                     | Лауреат                                     | Країна                                      | Підстава для нагородження |                                             |
| ---- | ------------------------------------------- | ------------------------------------------- | ------------------------------------------- | --- | ------------------------------------------- |
| 1988 |                                             | Джон Маккарті (1927–2011)                   | США                                         | Фундаментальний внесок у сферу штучного інтелекту та створення LISP, мови програмування Оригінальний текст (англ.) [Fundamental Contribution to the Field of Artificial Intelligence and the Invention of LISP, a Programming Language] Помилка: [undefined] Помилка: {{Lang}}: немає тексту (допомога): не вказано код мови (допомога) |                                             |
| 1992 |                                             | Моріс Вілкс (1913–2010)                     | Велика Британія                             | Створення та проектування першого практичного комп'ютера із комп'ютерною програмою, що зберігається, та піонерські дослідження архітектури комп'ютера Оригінальний текст (англ.) [Building and Designing the First Practical Stored Program Computer and Pioneering Studies of Computer Architecture] Помилка: [undefined] Помилка: {{Lang}}: немає тексту (допомога): не вказано код мови (допомога)                                                                               |                                             |
| 1996 |                                             | Дональд Кнут (нар. 1938)                    | США                                         | Видатний внесок у різні галузі комп'ютерної науки, починаючи від мистецтва комп'ютерного програмування і закінчуючи розробкою епохальних засобів електронних публікацій Оригінальний текст (англ.) [Outstanding Contribution to Various Fields of the Computer Science Ranging from the Art of Computer Programming to the Development of Epoch-Making Electronic Publishing Tools] Помилка: [undefined] Помилка: {{Lang}}: немає тексту (допомога): не вказано код мови (допомога) |                                             |
| 2000 |                                             | Тоні Гоар (нар. 1934)                       | Велика Британія                             | Новаторський і фундаментальний внесок у розвиток науки про програмне забезпечення Оригінальний текст (англ.) [Pioneering and Fundamental Contributions to the Progress of Software Science] Помилка: [undefined] Помилка: {{Lang}}: немає тексту (допомога): не вказано код мови (допомога) |                                             |
| 2004 |                                             | Алан Кей (нар. 1940)                        | США                                         | Створення концепції сучасного персонального комп’ютера та внесок у її реалізацію Оригінальний текст (англ.) [Creation of the concept of modern personal computing and contribution to its realization] Помилка: [undefined] Помилка: {{Lang}}: немає тексту (допомога): не вказано код мови (допомога) |                                             |
| 2008 |                                             | Річард Карп (нар. 1935)                     | США                                         | Фундаментальний внесок у розвиток теорії обчислювальної складності Оригінальний текст (англ.) [Fundamental Contributions to the Development of the Theory of Computational Complexity] Помилка: [undefined] Помилка: {{Lang}}: немає тексту (допомога): не вказано код мови (допомога) |                                             |
| 2012 |                                             | Айвен Сазерленд (нар. 1938)                 | США                                         | Новаторські досягнення в розробці комп'ютерної графіки та інтерактивних інтерфейсів Оригінальний текст (англ.) [Pioneering Achievements in the Development of Computer Graphics and Interactive Interfaces] Помилка: [undefined] Помилка: {{Lang}}: немає тексту (допомога): не вказано код мови (допомога) |                                             |
| 2016 |                                             | Такео Канаде (нар. 1945)                    | Японія                                      | Як теоретичний, так і практичний новаторський внесок, у розвиток комп’ютерного зору та робототехніки Оригінальний текст (англ.) [Pioneering Contributions, both Theoretical and Practical, to Computer Vision and Robotics] Помилка: [undefined] Помилка: {{Lang}}: немає тексту (допомога): не вказано код мови (допомога) |                                             |
| 2020 | Не було нагороджень через пандемію COVID-19 | Не було нагороджень через пандемію COVID-19 | Не було нагороджень через пандемію COVID-19 | Не було нагороджень через пандемію COVID-19 | Не було нагороджень через пандемію COVID-19 |
| 2021 |                                             | Ендрю Яо (нар. 1946)                        | КНР                                         | Піонерський внесок у нову теорію обчислень і комунікацій та фундаментальну теорію їх безпеки Оригінальний текст (англ.) [Pioneering Contributions to a New Theory of Computation and Communication and a Fundamental Theory for its Security] Помилка: [undefined] Помилка: {{Lang}}: немає тексту (допомога): не вказано код мови (допомога) |                                             |